# Vilhelm Gylche
Vilhelm Emanuel Jakob Gylche (født 6. januar 1888, København, død 18. december 1952, Gentofte) var en dansk atlet og belysningsfunktionær.
Gylche var medlem af Københavns FF (senere Københavns IF). Han deltog i 10 km kapgang ved OL 1912 i Stockholm hvor han kvalificerede sig til finalen men ikke fuldførte løbet. Han vandt 10 km gang ved Baltiske spelen 1914. Gylche vandt seks danske mesterskab og satte 11 danskerekorder på distancer fra 3 km til 75 km.
Gylches personliga rekord i 10 km gang var 47,09,4 (1915).
Vilhelm Gylches bror Carl Gylche, der var politibetjent døde i Buchenwald koncentrationslejren under deportationen af det danske politi. Vilhelm Gylches brorsøn Preben Gylche, der var medlem af modstandsgruppen BOPA, blev dødsdømt ved en tysk standret i København og ført til Ryvangen den 27. februar 1945, hvor han blev skudt af tyske soldater.

## Danske mesterskaber
- 1 mile gang: 1910 og 1911
- 10 km gang: 1911 og 1913
- 40 km gang: 1910 og 1911